# Schuman (stacja metra)
Schuman – stacja metra w Brukseli na liniach 1 i 5. Zlokalizowana jest pomiędzy stacjami Maelbeek/Maalbeek i Merode. Została otwarta w roku 1969 jako podziemny przystanek tramwajowy (premetro). 20 września 1976 zaczął funkcjonować jako stacja metra. Stacja znajduje się w tzw. dzielnicy europejskiej (dzielnicy Schumana, nazwanej tak od nazwiska francuskiego polityka Roberta Schumana). Na zewnątrz, wokół Ronda Schumana, usytuowane są instytucje UE, w tym budynek Komisji Europejskiej Berlaymont.